# Pentanopsis gracilicaulis
Pentanopsis gracilicaulis là một loài thực vật có hoa trong họ Thiến thảo. Loài này được (Verdc.) Thulin & B.Bremer mô tả khoa học đầu tiên năm 2004.